# 762 Pulkova
762 Pulkova (mednarodno ime je 762 Pulcova) je zelo temen asteroid tipa F (po Tholenu), ki se nahaja v glavnem asteroidnem pasu. 

## Odkritje
Asteroid je odkril ruski astronom Grigorij Nikolajevič Neujmin (1886–1946) 3. septembra 1913 na Observatoriju Simeiz na Krimu v Ukrajini (pripada Krimskemu astrofizikalnemu observatoriju). Poimenovan je po Observatoriju Pulkovo, ki leži v bližini Sankt Peterburga na vzpetini z imenom Pulkovo.

## Lastnosti
Asteroid Pulkova obkroži Sonce v 5,606 letih. Njegova tirnica ima izsrednost 0,101, nagnjena pa je za 13,089° proti ekliptiki. Premer asteroida je 137,08 km. najprej so izračunali, da je gostota asteroida 1,8 g/cm³. To bi pomenilo, da bi imel večjo gostoto kot dvojna asteroida 45 Evgenija in 90 Antiopa. V letu 2008 pa so izračunali, da je njegova gostota okoli 0,90 g/cm3 . To pa kaže na to, da je asteroid skupek kamenja.

## Satelit
Na Kanadsko-Francosko-Havajskem teleskopu na Mauna Kei na Havajih so 22. februarja 2000 odkrili majhen satelit, ki kroži na razdalji 800 km okoli osrednjega asteroida. Dali so mu oznako S/2000 (762) 1. Satelit ima premer 15 km in obkroži osrednji asteroid v približno petih dneh . To je bil tudi eden izmed prvih odkritih satelitov, ki krožijo okoli asteroida.